# James Paton
James "Scotty" Paton (1869–1917 o 18) fue un marinero escocés que navegó el océano Antártico en varias expediciones importantes entre 1902 y 1917. Su primer viaje entre 1902 y 1904 fue como miembro de la tripulación del buque Morning capitaneado por William Colbeck. Se trataba de una misión de reabastecimiento para la Expedición Discovery del Capitán Scott que habían quedado atrapados en el hielo del estrecho de McMurdo. Durante la travesía el barco quedó brevemente atrapado por el hielo entre el Cabo Bird y la Isla de Beaufort. Scotty Paton aprovechó la oportunidad para abandonar el barco, y saltando de bloque en bloque de hielo durante aproximadamente una milla, ser el primer hombre en pisar la Isla de Beaufort. Su logro fue recibido con una reprimenda.
Durante 1907–09 fue miembro de la Expedición Nimrod capitaneada por Ernest Shackleton y que constó de dos viajes al ártico. Entre 1910 y 1913 fue marinero en la expedición Terra Nova del Capitán Scott, realizando tres viajes entre Nueva Zelanda and Cabo Evans como apoyo de esta desafortunada expedición destinada a alcanzar el polo sur y que acabó con la muerte de Scott y sus 4 compañeros (Edward Wilson, Henry Bowers, Lawrence Oates y Edgar Evans). En 1914 se unión a la sección destinada al Mar de Ross en la Expedición Imperial Transantártica de Shackleton como contramaestre del Aurora. El último viaje Antártico de Paton con elAurora tuvo lugar en enero de 1917 con el propósito de liberar a la partida del Mar de Ross. 
El Aurora' fue vendido tras su retorno a Nueva Zelanda, convirtiéndose en un transporte de carbón. Paton siguió como contramaestre, y se encontraba a bordo en junio de 1917 cuando el barco partió de Newcastle, Nueva Gales del Sur hacia sudamérica. No se sabe con certeza qué ocurrió, pero a finales de 1917 se perdió el rastro del barco, sin saber nada más de su tripulación. Una investigación estableció que el barco de guerra alemán Wolf había estado colocando minas en la zona con anterioridad, y que posiblemente el Aurora se había hundido tras impactar con una de las minas.

## Honores

### Eponimia
Los viajes antárticos de Paton son recordados por el Pico Paton, 771 metros (2529,5 pies), de la Isla de Beaufort en el Mar de Ross, Antártida, en las coordenadas 76°56′S 166°56′E / -76.933, 166.933. Halagado, Paton llamó a hija mayor Myrtle Beaufort.

## Galería de naves donde embarcó

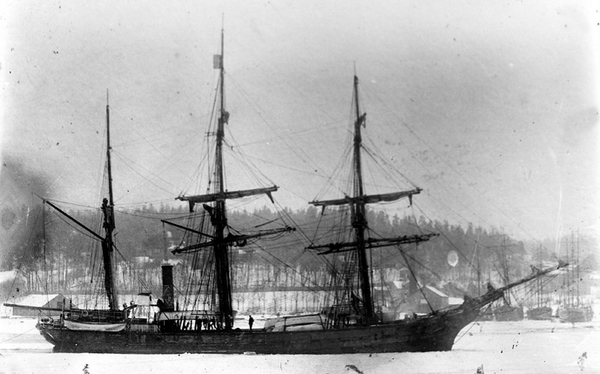
El Morning
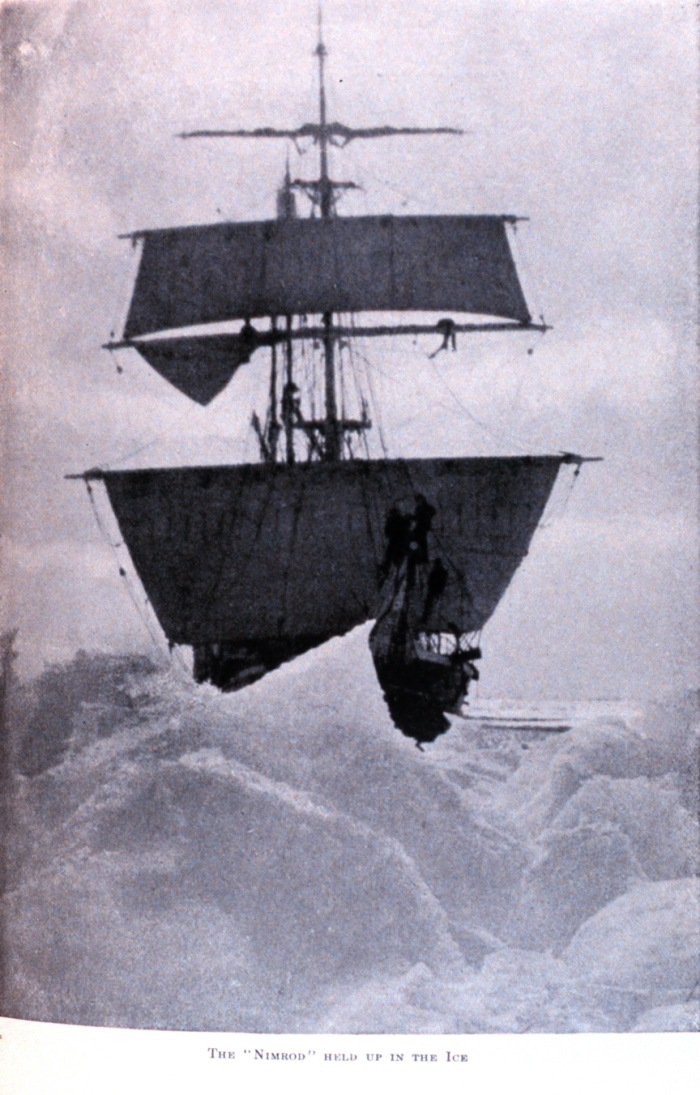
El Nimrod
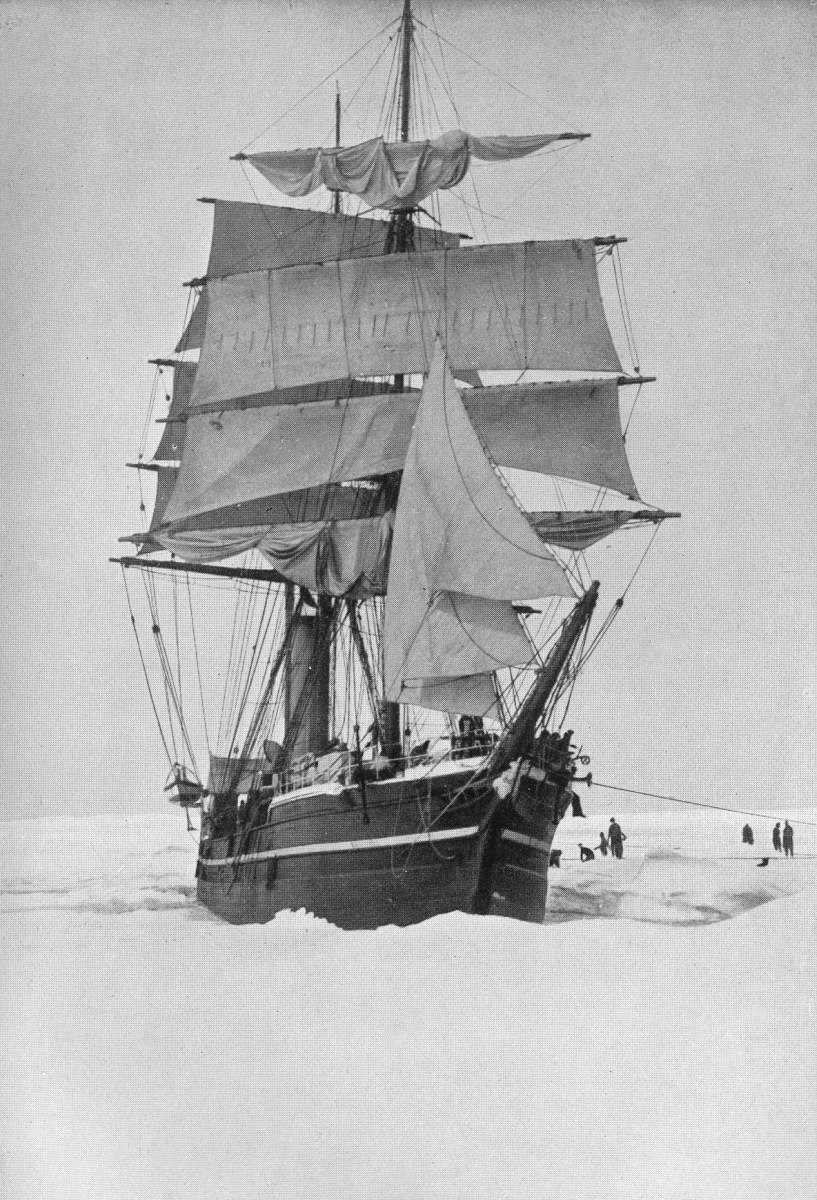
El Terra Nova
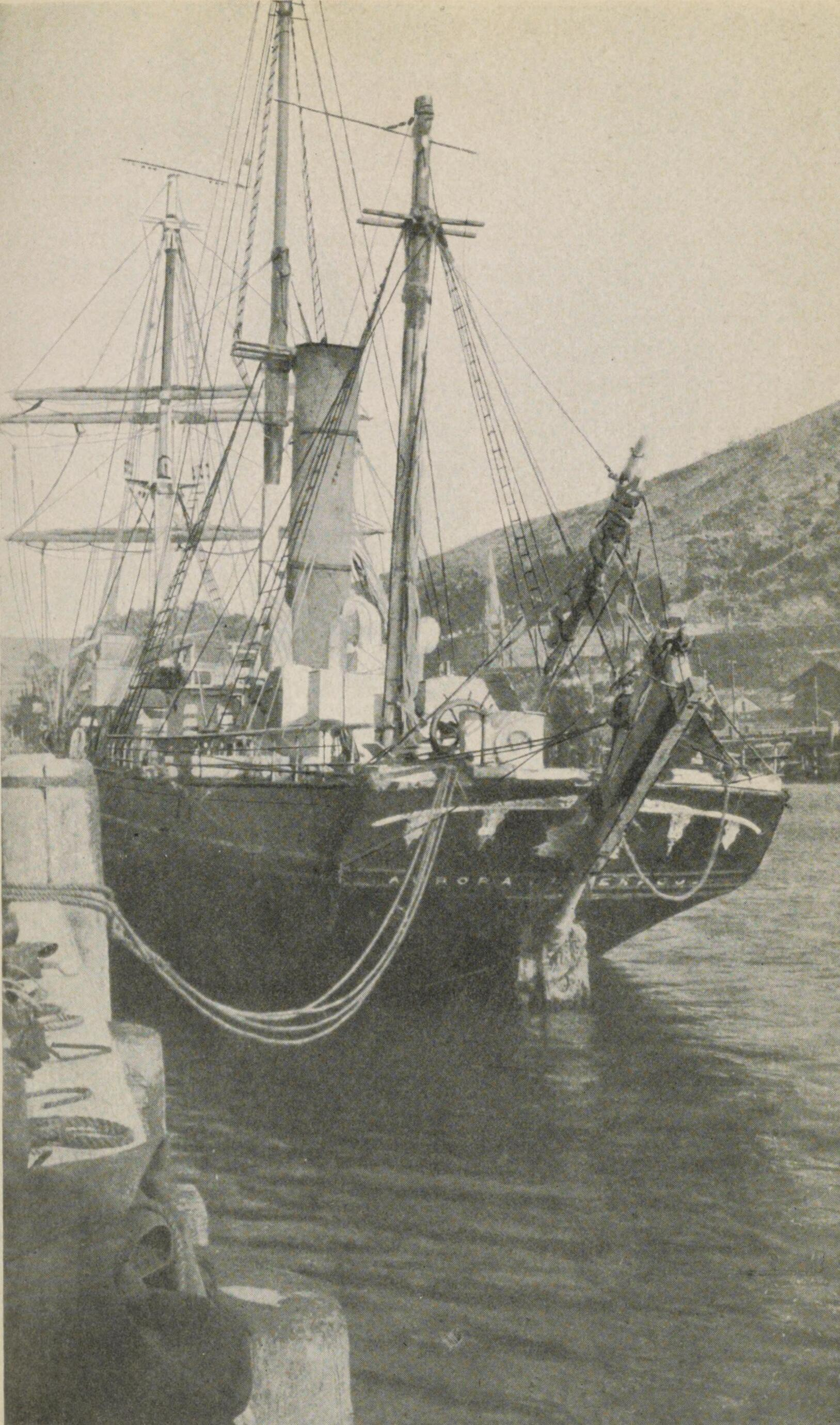
El Aurora